# Dzika Czuba
Dzika Czuba (słow. Divý hrb) – wzniesienie znajdujące się w północnej grani Dzikiej Turni, w głównej grani Tatr w słowackiej części Tatr Wysokich. Od Dzikiej Turni na południu Dzika Czuba oddzielona jest Wyżnią Dziką Przełęczą, a od Czarnego Mnicha na północy oddziela ją siodło Pośredniej Dzikiej Przełęczy. Na wierzchołek Dzikiej Czuby nie prowadzą żadne znakowane szlaki turystyczne, jest ona dostępna jedynie dla taterników.
Pierwsze wejścia turystyczne na wierzchołek Dzikiej Czuby miały miejsce podczas pierwszych przejść północnej grani Dzikiej Turni. Pierwszy drogą tą wszedł István Laufer 20 sierpnia 1908 r. Brak danych o pierwszym zimowym wejściu na Dziką Czubę.